# Glypta cockerelli
Glypta cockerelli là một loài tò vò trong họ Ichneumonidae.